# Udenomsparlamentarisme
Udenomsparlamentarisme eller udenomsparlamentarisk virksomhed er en betegnelse for de politiske aktiviteter, der foregår udenfor det parlamentariske politiske system. Aktiviteterne er bl.a. demonstrationer, happenings og strejker, og arrangørerne kan f.eks. være politiske partier, sociale bevægelser, fagforbund og NGO'er. Denne slags udenomsparlamentariske aktivitet står oftest i opposition til den siddende regering. Udenomsparlamentarisme af mere anarkistisk art, foregår dog mindre som reaktioner til den parlamentariske politik, men forsøger i stedet at forskyde selve feltet for politik til livet og hverdagen som sådan.

## Venstrefløj vs. højrefløj
Særligt venstrefløjen arbejder med udenomsparlamentarismen som en del af sit arbejdsprogram, idet den er en central del af såvel socialismen og kommunismens ideologiske basis. Blandt de organisationer, der har markeret sig med udenomsparlamentariske demonstrationer og aktioner er Socialistisk UngdomsFront. Historisk har den udenomsparlamentariske aktivitet også været vigtig for syndikalisterne. På højrefløjen ses udenomsparlamentarimen ofte i form af pengeindsamlinger.